# Březovice
Březovice (deutsch Zolldorf) ist eine Gemeinde mit 287 Einwohnern in Tschechien. Sie liegt sechs Kilometer südwestlich der Stadt Bělá pod Bezdězem und gehört dem Okres Mladá Boleslav an.

## Geographie
Das Dorf liegt in 329 m ü. M. auf einer Hochfläche zwischen der Trockenklamm am Oberlauf des Strenický potok und dem Valdštejnský les (Waldsteiner Forst). Nachbarorte sind Víska im Westen, Valdštejnsko im Nordosten, Březinka pod Bezdězem im Osten sowie Valovice im Südosten.

## Geschichte
Březovice wurde am 2. September 1348 in einer Liste Karls IV. erstmals urkundlich erwähnt.
Auf dem Gemeindegebiet, zu dem große Teile des Waldsteiner Forstes gehörten, entstand die im Forst errichtete Bahnstation Bösig an der 1867 eingeweihten Bahnstrecke Böhmisch Leipa – Bakow der Böhmischen Nordbahn. Zu Březovice gehörte auch Waldsteinruhe 2. Anteil, der zusammen mit der Bahnstation Mitte des 20. Jahrhunderts nach Leimgruben (Hlínoviště) umgegliedert worden ist.
Seit 1991 ist Březovice wieder selbständig; zuvor war es nach Bělá pod Bezdězem eingemeindet gewesen.
Im Ort ist eine Vielzahl von kulturhistorisch wertvollen Gebäuden erhalten. Březovice wurde 1995 zum Denkmalschutzgebiet der Volksarchitektur erklärt.

## Gemeindegliederung
Die Gemeinde Březovice besteht aus den Ortsteilen Březovice (Zolldorf) und  Víska (Wiska), die zugleich auch Katastralbezirke bilden.